# Amalie von Donop
Johanna Amalie Freifrau von Donop (geb. Weber) (* 2. Oktober 1818 in Weimar; † 16. September 1882 ebenda) war eine deutsche Schriftstellerin. 
Durch Heirat mit Freiherrn Hermann von Donop (1812–1879), Oberstleutnant und sachsen-weimarischer Kammerherr, 1838 kam sie in den Adelsstand. Sie lebte in Weimar. Ihre Werke sind der Trivialliteratur zuzuordnen. Sie schrieb unter dem Pseudonym Amalie von Clausberg, womit sie den Namen des Familienastes ihres Mannes nutzte.
Sie war Mutter von Marie von Nostitz (1840–1919).

## Werke
- Schloß Bucha, Roman, Brockhaus, Leipzig 1853;
- Chrysalion. Ein Märchen aus Thüringen, Kühn, Weimar 1854.
- Nach Jahren, Roman, 2 Bde., Kühn, Weimar 1855.
- Ein dunkler Faden, Erzählung, Kollmann, Leipzig 1857.
- Kampf bringt Frieden, Roman, 2 Bde., Kollmann, Leipzig 1858.
- Still und bewegt. Ein Lebensbild, Manke, Jena 1866.